# 吉野熊野國立公園

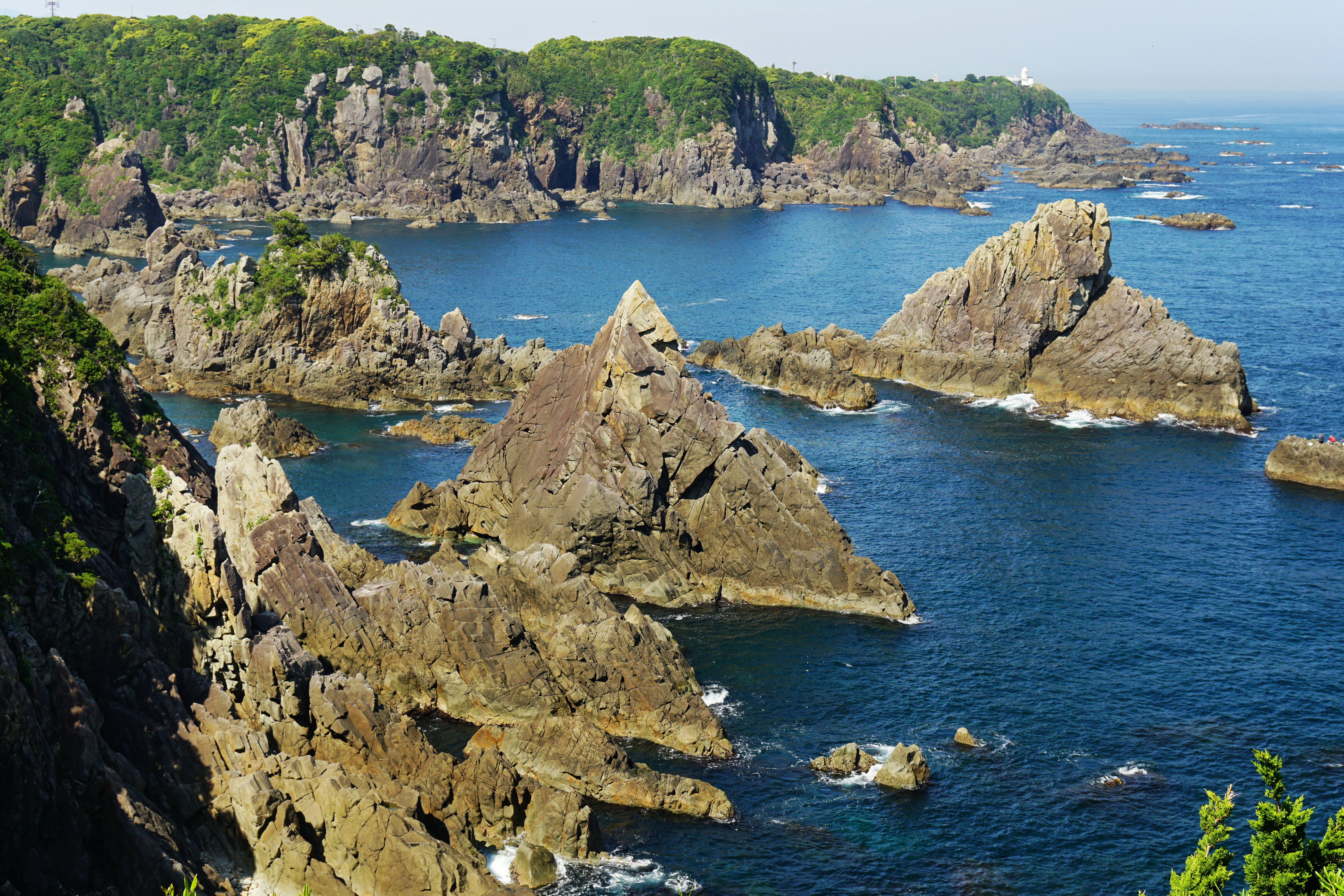
海金剛

吉野熊野國立公園，是位在日本奈良縣、三重縣、和歌山縣的國立公園。1936年2月1日成立。總面積61,406公頃，其中過半在奈良縣。

## 概要
從紀伊半島的中央部至南岸，包含山岳、河川、海岸的廣大公園。
大致上分成3部分，以吉野、大峰山為中心的山岳部、熊野川和支流北山川流域構成的河谷部、熊野灘沿岸和那智山一帶構成的海岸部。

## 面積
- 面積 - 59,793ha （陸域部分）
  - 三重縣 - 16,982ha
  - 奈良縣 - 31,313ha
  - 和歌山縣 - 11,498ha

### 區域分布
- 公園區域 - 59,798ha（奈良縣31,313ha、三重縣16,982ha、和歌山縣11,503ha）
  - 特別保護地區 - 4,308ha（奈良縣3,308ha、三重縣885ha、和歌山縣115ha）
  - 特別地域 - 15,787ha（奈良縣6,588ha、三重縣4,744ha、和歌山縣4,455ha）
  - 普通地域 - 39,703ha（奈良縣21,417ha、三重縣11,353ha、和歌山縣6,933ha）

### 相關市町村
- 三重縣 - 尾鷲市、熊野市、大台町、御濱町、紀寶町
- 奈良縣 - 五條市、吉野町、天川村、十津川村、下北山村、上北山村、川上村
- 和歌山縣 - 田邊市、新宮市、那智勝浦町、太地町、北山村、串本町

## 年表
- 1936年2月1日 - 被指定為吉野熊野國立公園。

## 自然

### 山岳部

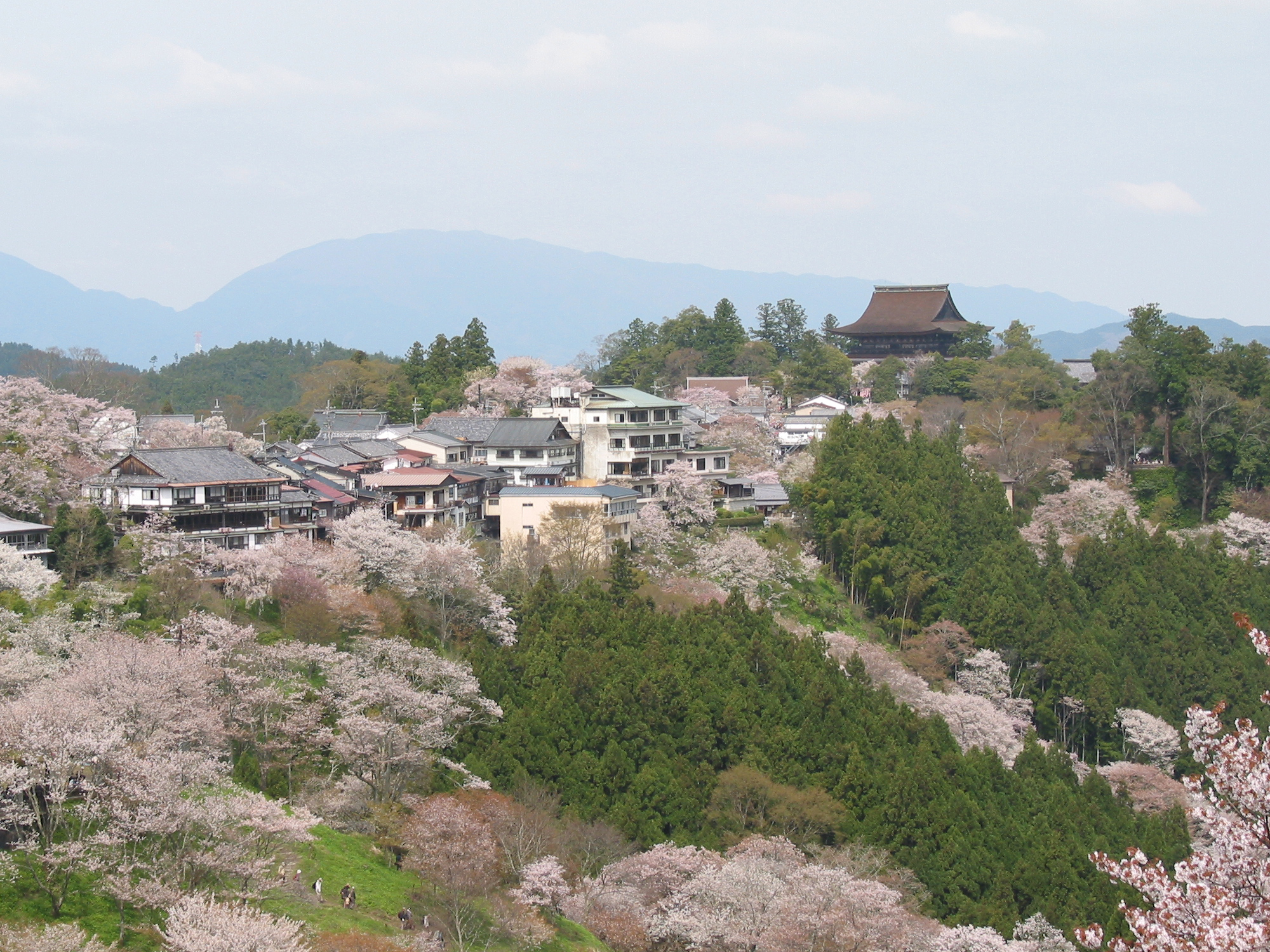
春天的吉野山與金峯山寺（右上）

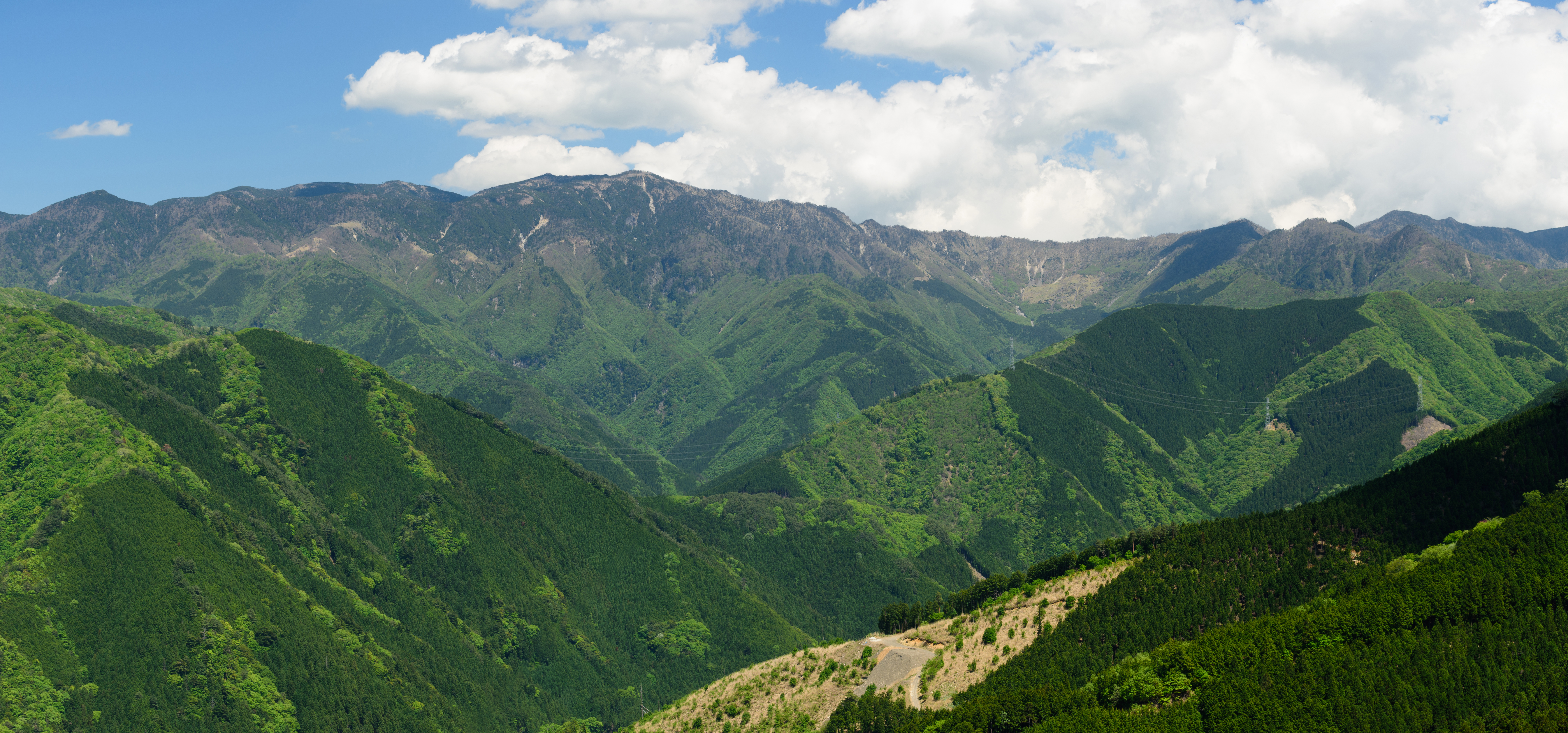
八經岳與周邊山容

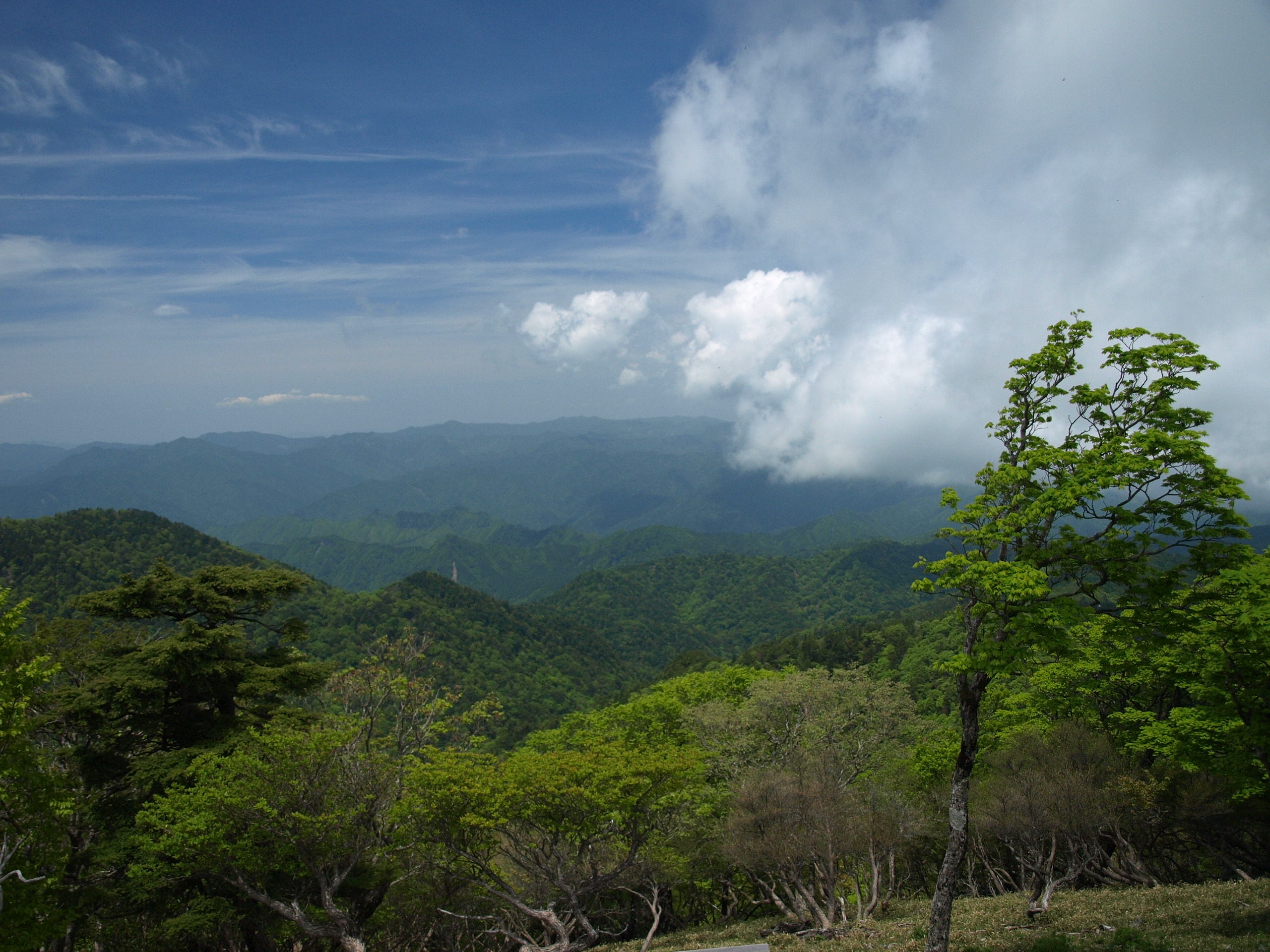
大台原山頂周邊風景

山岳部可分為大峰山脈（大峯山脈）與大台原一帶（台高山脈）。地質上主要是由古生代、中生代變質岩等構成的山岳地帶。
山岳部北端是以佛教史跡與寺院、賞櫻聞名的吉野山。從此往南是標高1914.6m的八劍山（佛經岳）、山上岳、大普賢岳、彌山、釋迦岳、涅槃岳等山岳。這些山岳在古時是被稱做大峯奥駈道的修驗道場所，有許多相關社寺與文化財、史跡。此外，熊野三山（熊野本宮大社、熊野速玉大社、熊野那智大社）在2004年7月1日登錄為世界遺產「紀伊山地的聖地及朝聖路」。
大台原是標高1500m左右、日本國內少見的非火山性隆起準平原。除了有廣大的日本山毛櫸與唐檜等原生林，還有鹿、髭羚等大型哺乳類及眾多鳥類、兩棲類、昆蟲類棲息。此地是知名的石楠花生長地，但受到鹿群大量覓食。
- 大峰山脈（大峯山脈）
  - 吉野山
  - 大峰山
    - 山上岳（女人禁制）
    - 稻村岳（女人大峯）
    - 彌山（日语：弥山 (奈良県)）
    - 八劍山（八經岳（日语：八経ヶ岳）或佛經岳）
    - 釋迦岳（日语：釈迦ヶ岳 (奈良県)）
- 大台原山（日语：大台ヶ原山）
  - 大杉谷（日语：大杉谷）

### 河谷部

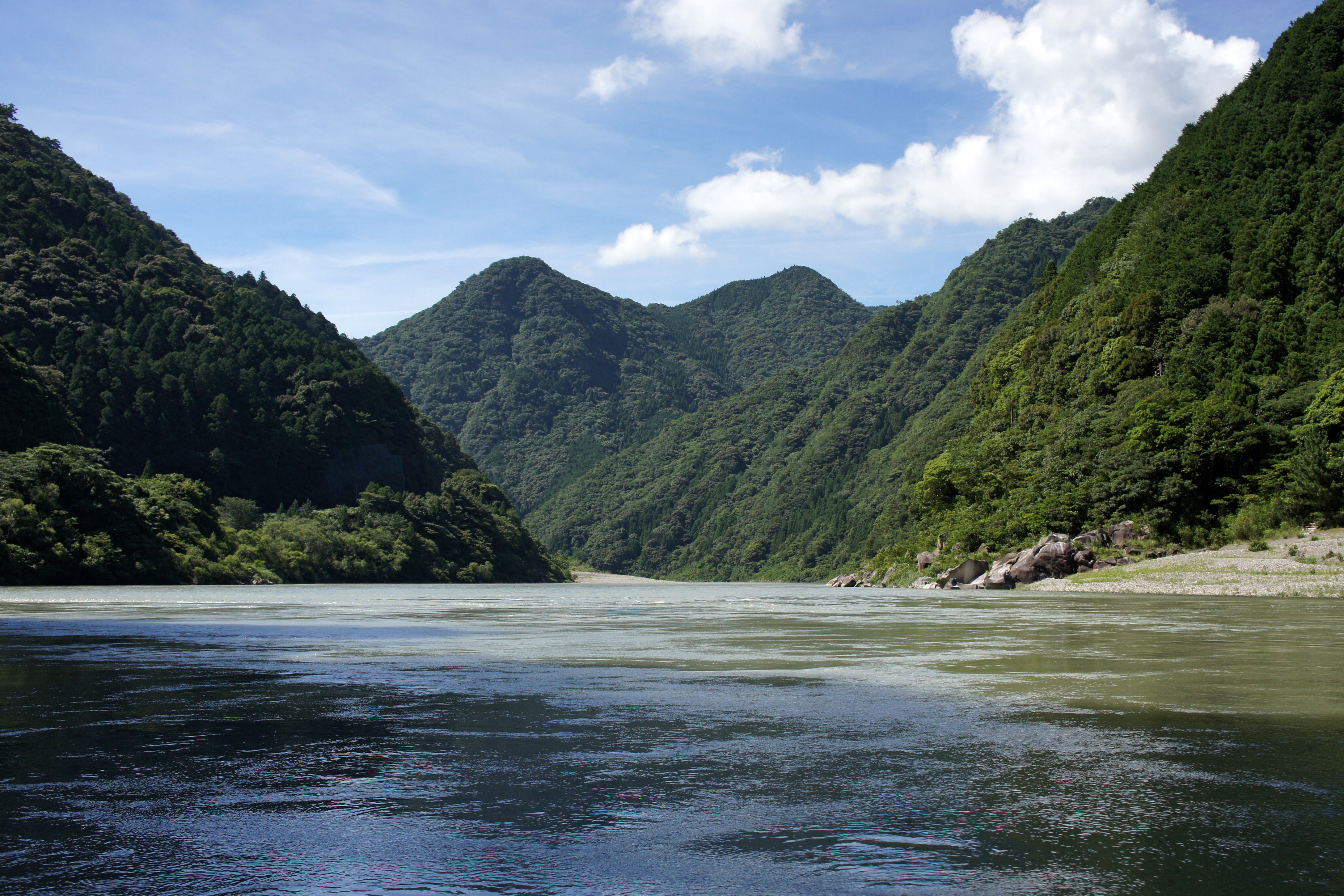
熊野川

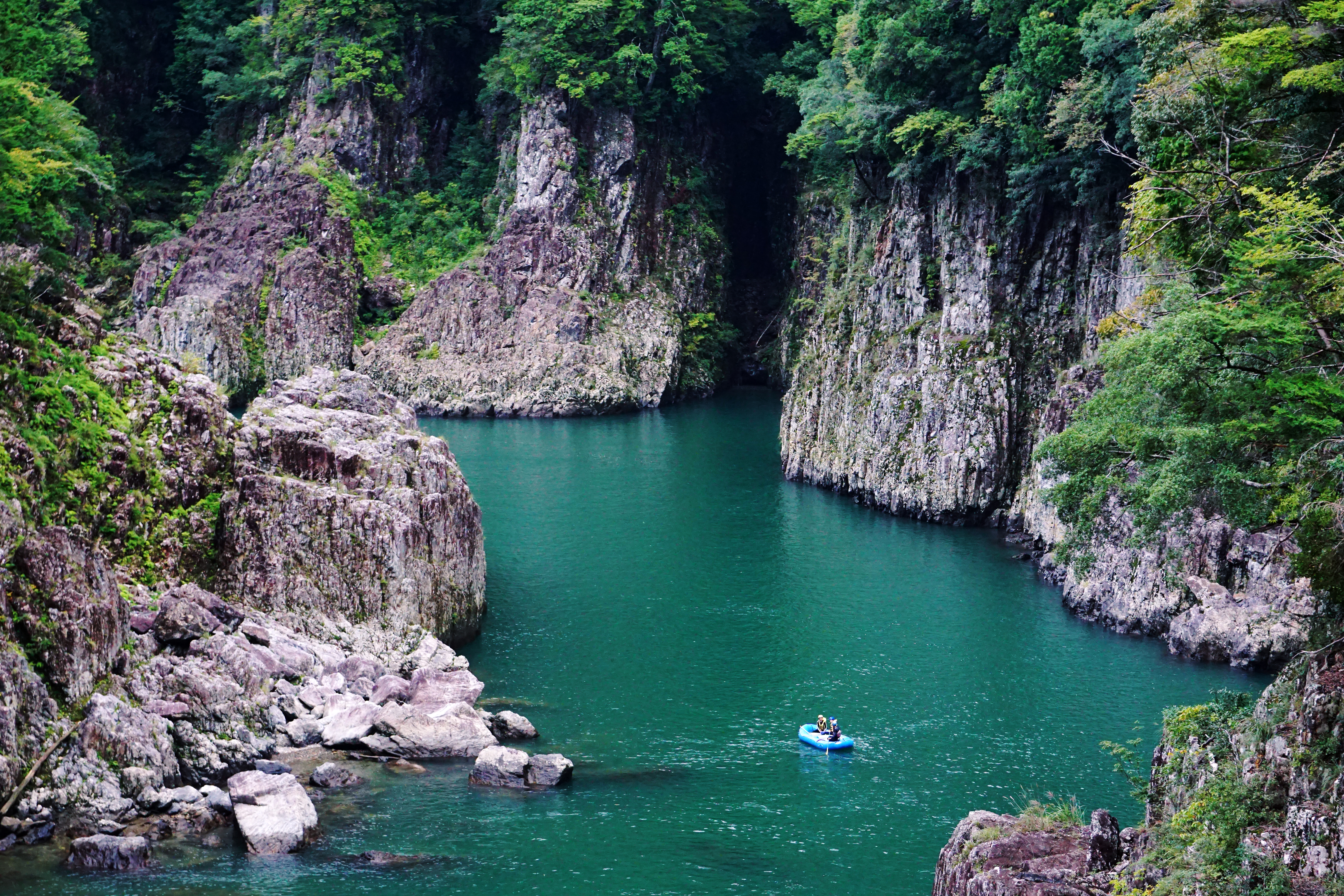
瀞八丁

紀伊半島是日本著名的多雨地帶，構成河谷部的熊野川與其支流北山川皆源自於大峰山脈與大台原。北山川的中下流域有陡峭的峽谷，而九里峽往上的溪谷稱做瀞峽（どろきょう）。瀞峽從下游開始分別為下瀞、上瀞、奧瀞。位於下瀞上游的瀞八丁為國家特別名勝。與熊野川本流匯合後至新宮市內千穗峯一帶可見懸崖峭壁和瀑布。
- 熊野川
- 北山川（日语：北山川）
  - 瀞峽（日语：瀞峡） - 瀞八丁（日语：瀞八丁）、上瀞、奧瀞（日语：奥瀞）

### 海岸部

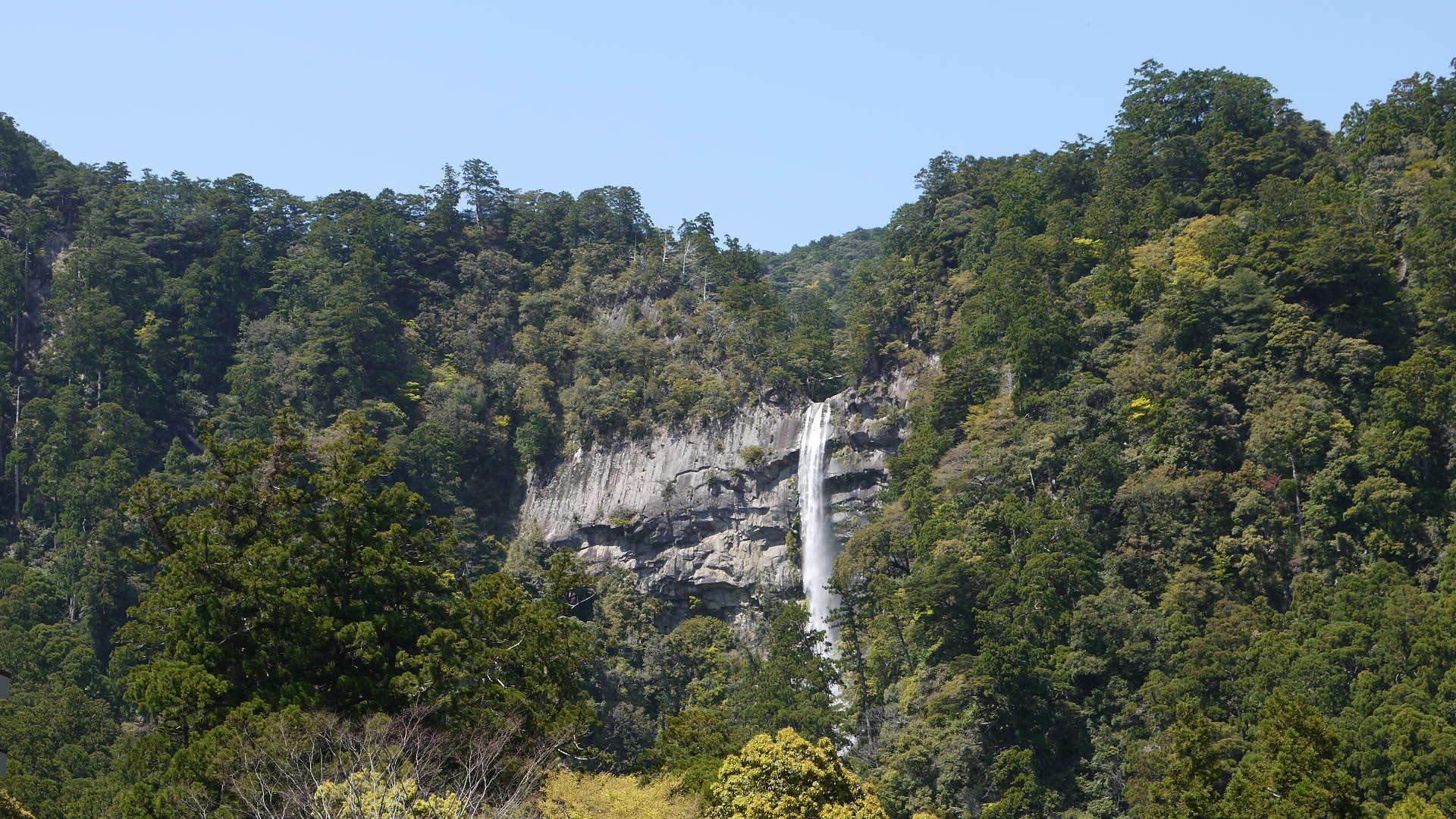
那智瀑布

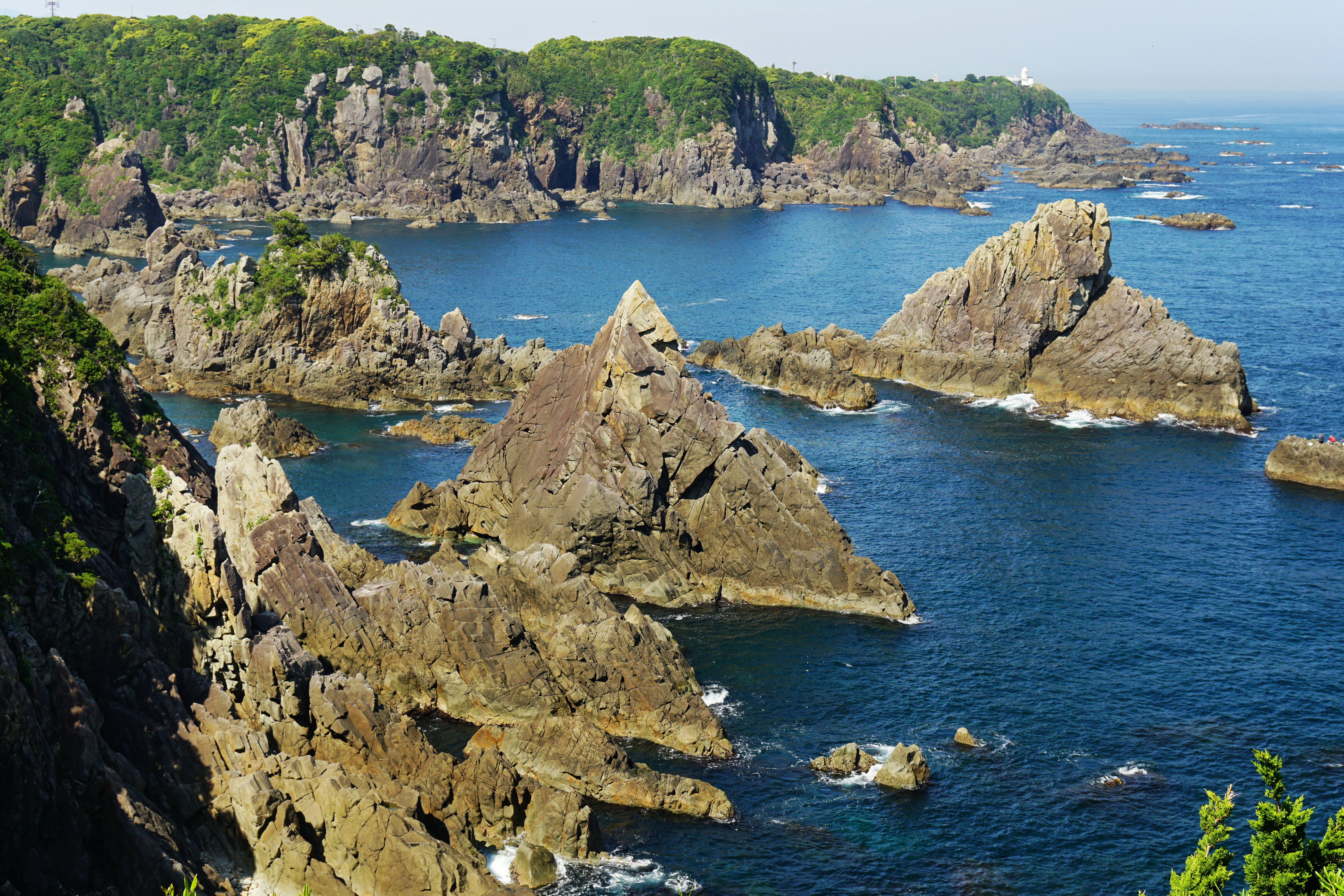
海金剛

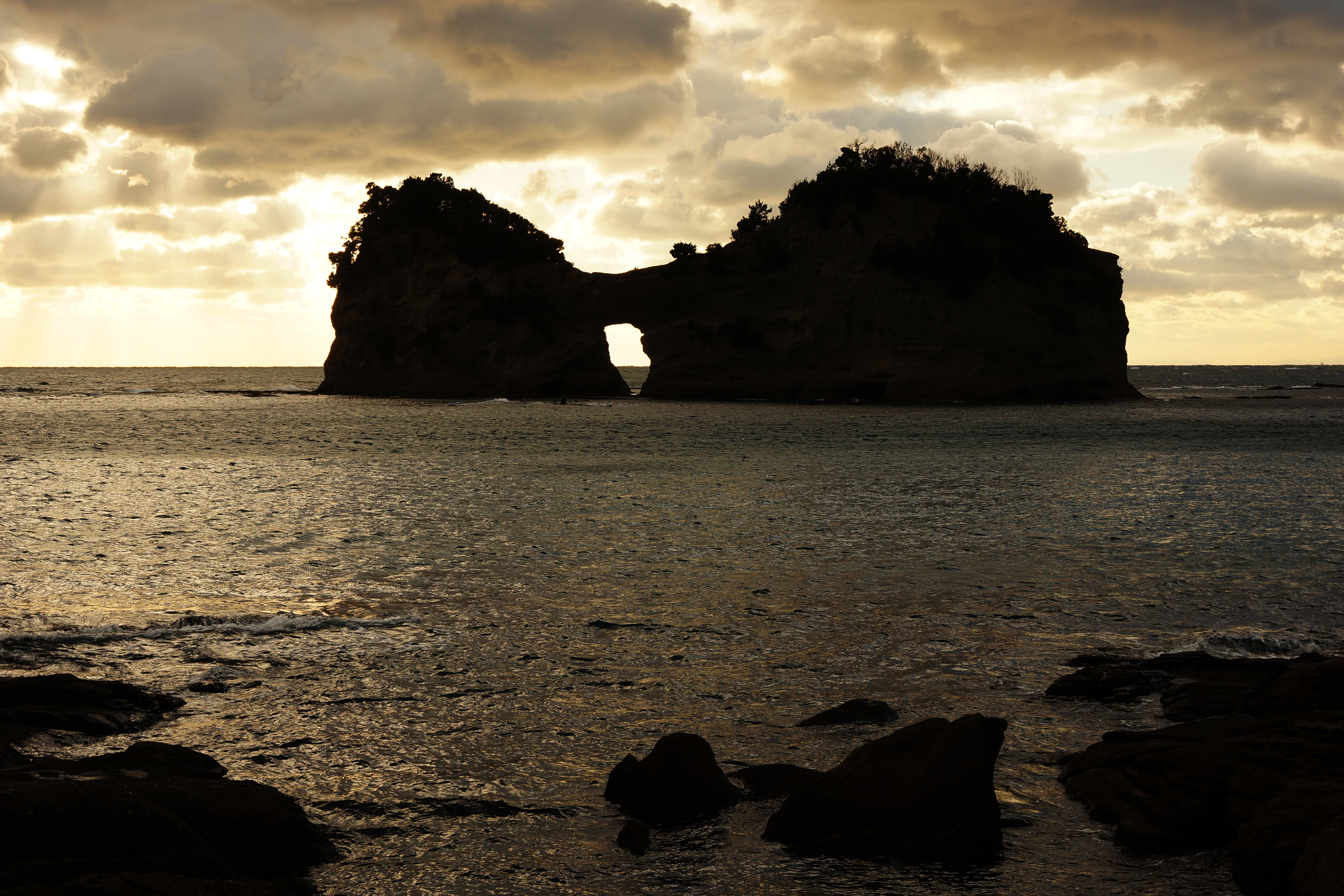
圓月島

海岸部受到海蝕與地質活動影響，可見變化多端的自然奇觀。海岸部景觀大致可分為以下三部分。尾鷲至鬼城 (日本)的三重縣部分為溺灣，而鬼城至新宮的七里御濱則是有直線防風林的礫石灘。
新宮經勝浦灣至本州最南端的潮岬屬於溺灣，可見發達的海蝕地形（海蝕洞、海蝕崖）。
此區受到熊野灘、枯木灘外的黑潮影響，氣候較為溫暖，在常綠闊葉樹林（照葉林）可見海金沙葉蓮座蕨、栗蕨等亞熱帶植物。
串本附近海域有優美的海中景觀，是日本第一座海岸公園。除了有石珊瑚與熱帶魚，潮岬周邊及二木島附近有廣大的珊瑚群。
那智勝浦內陸的那智山一帶有自然林那智原始林、日本三名瀑之一的那智瀑布。其中，那智瀑布自古以來被視為神體，是庶民自然信仰的對象。
2015年9月24日起，和歌山縣內兩座縣立自然公園（熊野枯木灘海岸縣立自然公園、田邊南部白濱海岸縣立自然公園）併入吉野熊野國立公園。千里濱（南部町）、天神崎、神島、奇絕峽、蟇岩群（田邊市）、三段壁、千疊敷、志原海岸（白濱町）、江須崎、黑島、枯木灘海岸一帶（周參見町）等都劃入國立公園內。
- 楯崎（日语：楯ヶ崎）
- 七里御濱（日语：七里御浜）
  - 鬼城 (日本)（日语：鬼ヶ城）
- 荒船海岸
- 潮岬、紀伊大島
  - 橋杭岩
  - 海金剛（日语：海金剛）
- 紀之松島（日语：紀の松島）
- 串本海中公園（日语：串本海中公園）
- 那智山（日语：那智山 (山)）
  - 那智瀑布
  - 那智原始林（日语：那智原始林）
- 枯木灘海岸
- 志原海岸
- 圓月島
- 三段壁
- 千疊敷（日语：千畳敷 (和歌山県)）
- 天神崎（日语：天神崎）
- 神島
- 奇絕峽（日语：奇絶峡）
- 蟇岩群（日语：ひき岩群）

## 景點

### 寺社
- 金峯山寺
- 熊野三山
- 青岸渡寺

### 溫泉
- 洞川温泉（日语：洞川溫泉）
- 川湯溫泉（日语：川湯温泉 (和歌山県)）
- 湯之峰溫泉（日语：湯の峰温泉）
- 南紀勝浦溫泉
- 南紀白濱溫泉

## 集團設施地區、遊客中心
| 地區名 | 面積   | 所在地                     | 使用人數（人） |
| ------ | ------ | -------------------------- | -------------- |
| 大台原 | 24.1ha | 奈良縣吉野郡上北山村       | 149,000        |
| 宇久井 | 50.8ha | 和歌山縣東牟婁郡那智勝浦町 |                |

| 中心名                | 設置者 | 所在地                              | 使用人數（人） |
| --------------------- | ------ | ----------------------------------- | -------------- |
| 大台原遊客中心        | 環境省 | 奈良県吉野郡上北山村小橡660-1       | 75,872         |
| 宇久井遊客中心        | 環境省 | 和歌山縣東牟婁郡那智勝浦町宇久井830 | 11,210         |
| 本州最南端 潮風休憩所 | 環境省 | 和歌山縣東牟婁郡串本町潮岬2865-1    | 74,992         |

## 關連項目
- 日本國立公園
- 紀伊半島
- 熊野信仰

## 外部連結
- （日語）吉野熊野國立公園 （页面存档备份，存于）